# Catch conjugal
Pour plus de détails, voir Fiche technique et Distribution.
Catch conjugal (titre original : The First Time) est un film américain réalisé par Frank Tashlin, sorti en 1952.

## Fiche technique
- Titre original : The First Time
- Titre français : Catch conjugal
- Réalisation : Frank Tashlin
- Scénario : Jean Rouverol, Hugo Butler, Frank Tashlin et Dane Lussier
- Photographie : Ernest Laszlo
- Musique : Friedrich Hollaender
- Producteur : Harold Hecht
- Société de production : Columbia Pictures
- Pays de production :  États-Unis
- Format : Couleurs - 1,66:1 - Mono
- Genre : Comédie dramatique
- Durée : 89 minutes
- Date de sortie :
  - États-Unis : 31 janvier 1952

## Distribution
- Robert Cummings : Joe Bennett
- Barbara Hale : Betsy Bennett
- Bill Goodwin : Mel Gilbert
- Jeff Donnell : Donna Gilbert
- Carl Benton Reid : Andrew Bennett
- Mona Barrie : Cassie Mayhew
- Kathleen Comegys : Florence Bennet
- Paul Harvey : Leeming
- Cora Witherspoon : Nurse Salisbury